# فيونا جلاسكوت
فيونا جلاسكوت (بالإنجليزية: Fiona Glascott)‏ هي ممثلة أيرلندية، ولدت في 22 نوفمبر 1982 في جمهورية أيرلندا.

## أعمال

### أفلام
- (2002) ريزدنت إيفل[5]
- (2012) مغامرات تاديو جونز
- (2015) بروكلين

## وصلات خارجية
- فيونا جلاسكوت على موقع IMDb (الإنجليزية)
- فيونا جلاسكوت على موقع ألو سيني (الفرنسية)
- فيونا جلاسكوت على موقع ميوزك برينز (الإنجليزية)
- فيونا جلاسكوت على موقع أول موفي (الإنجليزية)
- فيونا جلاسكوت على موقع قاعدة بيانات الأفلام السويدية (السويدية)
- فيونا جلاسكوت على موقع قاعدة بيانات الفيلم (الإنجليزية)
- فيونا جلاسكوت على موقع كينوبويسك (الروسية)